# Кенас
Кенас — озеро на территории Костомукшского городского округа Республики Карелии.

## Общие сведения
Площадь озера — 3,5 км², площадь водосборного бассейна — 1160 км². Располагается на высоте 106,5 метров над уровнем моря.
Форма озера лопастная, продолговатая: оно вытянуто с северо-запада на юго-востока. Берега каменисто-песчаные, местами заболоченные.
Через озеро протекает река Судно, впадающая в озеро Верхнее Куйто.
В озере расположено не менее шести безымянных островов различной площади.
Код объекта в государственном водном реестре — 02020000811102000004210.